# Johann Christian Kühner
Johann Christian Kühner (* 1. Juni 1774 in Hildburghausen; † 23. Januar 1852 in Gotha) war ein deutscher Maler und Sammlungsdirektor in Gotha.
Er reiste 1802 mit Friedrich Sickler nach Paris, wo er bis zum November 1803 an der École des Beaux-Arts studierte. Nach seiner Rückkehr ernannte ihn Herzog Ernst II. von Sachsen-Gotha-Altenburg 1804 zum Hofmaler. 1806 bis 1812 hielt sich Kühner zu Studien in Italien, zuletzt in Rom auf. 1816 ernannte ihn Herzog August zum Hofrat und Professor der Theorie der bildenden Künste. Ihm wurde die Aufsicht über die Herzogliche Gemälde-, Kupferstich- und Handzeichnungssammlungen übertragen. 1824 machte ihn Herzog Friedrich IV. zum Direktor der Gemälde-, Kupferstich- und Handzeichnungssammlungen. 1842 erfolgte die Ernennung zum geheimen Hofrat durch Herzog Ernst I. von Sachsen-Coburg und Gotha. 
Kühner heiratete 1795 Friederike Fladung (gestorben 1850). Sie hatten vier Kinder, darunter drei Töchter und den Philologen Raphael Kühner. Die älteste Tochter Wilhelmine Christiane heiratete 1818 den Altenburger Minister Karl Christian Wüstemann, die zweite, Henriette, den Gothaer Bauverwalter Johann Georg Broßmann. Die jüngste Tochter Karoline blieb bei den Eltern wohnen und pflegte sie.